# 來戀愛吧
《來戀愛吧》是豐田實的漫畫作品。在「月刊afternoon」連載。全5巻。

## 概要
以作者居住的江戶川區為舞台背景，並發生在江戶川區週圍的純愛愛情喜劇。

## 故事大綱
某高中1年級生・根岸由美子突然被不認識的同班同學星野一告白。最初由美子加以拒絶，但在阿一的積極攻勢下而答應。就這樣兩人開始發展了從朋友變成情侶的笨拙愛情生活。升上二年級後，在整個過程中一邊發生動盪不安的事情卻又一邊逐漸發展他們的愛情。整個故事也從他們一年級到升上三年級之前瘋狂的展開。

## 主要登場人物
星野 一（ほしの はじめ）
主角。是個有點笨拙的角色。個性老實但固執。做事也非常認真，但欠缺一般的常識。將來的夢想是想要當一名太空人所以預定要前往美國留學。作菜好吃到讓敏男說出「你到底是個什麼樣的人啊」。輕音樂部的幽靈部員。
根岸 由美子（ねぎし ゆみこ）
女主角。被大家叫作「小根」(除了阿一以外)。相對於阿一和（星野家）是個很突兀的角色。實際上個性有點粗暴（?!）。料理實力是能夠殺人般的差勁，在最後一集想辦法做出能讓阿一吃嚇的東西。
目黒 陽子（めぐろ ようこ）
從小學時代就和由美往來的朋友。總是擺著一副酷樣。一直都會含著一根棒棒糖。常常給阿一很多奇怪的戀愛建議並且躲在旁邊享受他出糗的樣子。從TRACK15話正式（?）和敏男成為情侶。
塚原 敏男（つかはら としお）
從小學時代就和阿一往來的朋友。總是沉默寡言。在本作中是少數的正常人之一。有著他所說「正在增加百分之20」的體型，但原因卻是因為過去被阿一的老媽強迫他吃蛋糕所造成的。不喜歡麻煩，會積極參與有趣的事情。隸屬輕音樂部。
和田（ - ）
陽子的朋友。對於神秘學和魔法有研究並且也知道當地的靈異地點。會用水晶球、塔羅牌和星座等來幫人占卜。在便當裡會放入來源不明的東西當作食材。角色設定是有點陰暗的個性Y，而且似乎有個哥哥。屬於神秘學研究會。
羽柴 守／
阿一的朋友。擅長撞球，馬拉松也相當強。屬於輕音樂部。
水元 義經／
阿一的朋友。剛滿十八歲（總之就是能夠對十八禁的東西出手的年紀）喜歡女人（這點和智弘很合得來）但是在本作中還沒有女朋友(不過後面喜歡上冴木)，本人說過「自己過著彷彿嚼沙般的高中生活」而且是一邊哭一邊講。有個在O島（以伊豆大島為原型。作者的出生地）開民宿的叔叔。輕音樂部。
林先生（ - ）
家庭科老師。從二年級開始擔任（阿一・由美子）等人的導師。是一個大美人。在作便當比賽時傳授由美子怎麼收服男人胃口的技藝（但因為由美子的恐怖實力而敗北）。酒量很好。
杉本 凉子（すぎもと りょうこ）
喜歡上向由美子告白的阿一，不過卻是一個沒有結果的單戀少女。也被叫作「阿杉」（牧村會叫她「小涼」）。個性軟弱，但內心卻相當堅強。相當擅長保齡球。屬於美術部。
牧村 （ - ）
和凉子是青梅竹馬，對凉子單戀。也被叫作「小牧」。個性輕浮，但也有認真的一面。
星野 零（ほしの れい）
阿一的姐姐。個性冰冷。以一臉酷樣而在她的學校(女校？)大受女生們的歡迎。在阿一的性格形成中或多或少受到她的影響。不輕易表現感情，但實際上是個害羞的人。對由美子的弟弟・勝也（幼兒）一見鍾情。星野姐弟的名字似乎來自於「二進位思考」（二進位只有1和0，所以他們的思考不是對就是錯）。
屋敷 智弘（やしき ともひろ）
是阿一打工的咖啡店「咖啡屋敷」老闆的兒子。和星野性格相反，常常一副慵懶狀而且喜歡女人。在輕音樂部是阿一等人的後輩。
若葉 大介（わかば だいすけ）
和由美子是國中時代的同學（高中是不同校）。並且是同個吹奏樂部社員。在畢業後的同學會中雖然對由美子告白，但因為由美子已經有了阿一而失敗。由於常講錯話所以會保持沉默，不過因沉默時的可愛模樣而因此在學妹們間組成一個愛好者俱樂部。和阿一上同樣的補習班。
冴木 醒（さえき せい）
因為阿一的幫忙而和阿一相識，實際上都是同樣年級的學生。樣子有點像是大人。因為有著兩條辮子和眼鏡的標準班長造型，而被大家選為班長，不過本人倒是很排斥這種事情。在私生活上會打扮的相當時尚。做事很有條理而且絕不會欠人家一份情。因為這個原因而嫉妒和阿一很好的由美子，不過後來兩個人的關係總算有變好了。